# Elección para gobernador de Guam de 2010
La elección para gobernador de Guam de 2010 tuvo lugar el 2 de noviembre. Las primarias tuvieron lugar el 4 de septiembre.

## Primaria republicana

### Candidatos
- Eddie Calvo, senador de Guam
- Michael Warren Cruz, vicegobernador de Guam[2]

### Resultados
|  | 58.81 % |

|  | 41.19 % |

|  | 100 % |

## Elección general
| Elección para gobernador de Guam 2010 | Elección para gobernador de Guam 2010 | Elección para gobernador de Guam 2010 | Elección para gobernador de Guam 2010 | Elección para gobernador de Guam 2010 |
| Partido                               | Partido                               | Candidato                             | Votos                                 | %                                     |
| ------------------------------------- | ------------------------------------- | ------------------------------------- | ------------------------------------- | ------------------------------------- |
|                                       | Republicano                           | Eddie Calvo                           | 20.066                                | 50.61                                 |
|                                       | Demócrata                             | Carl Gutiérrez                        | 19.579                                | 49.39                                 |
| Total                                 | Total                                 | Total                                 | 39.645                                | 100                                   |